# SuperLiga
SuperLiga – organizowana przez Federațiă Română de Rugby najwyższa klasa rozgrywkowa dla rumuńskich męskich drużyn rugby union.

## Historia
Pierwsze zawody o mistrzostwo Rumunii odbyły się w roku 1914 w formie dwumeczu pomiędzy dwoma klubami z Bukaresztu. Już w 1919 roku powstała pierwsza drużyna poza stolicą – w Lupeni.
Pierwsze lata zdominowała drużyna Tenis Club Român, która aż do rozwiązania w 1947 roku pozostała liczącą się siłą w rumuńskim rugby, wraz z zespołami CS Viforul Dacia i CS Sportul Studențesc. Nastanie komunistycznych rządów przyniosło powstanie, tak jak w innych dyscyplinach, drużyn Steaua i Dinamo, które jednak jeszcze w latach pięćdziesiątych i sześćdziesiątych ulegały dominacji klubu Locomotiva/Grivița. Aż do roku 1972, kiedy w lidze zwyciężył zespół RCM Timișoara, mistrzostwo kraju rozstrzygało się jedynie pomiędzy stołecznymi drużynami.

## System rozgrywek
W maju 2010 roku Federațiă Română de Rugby ogłosiła nowy system rozgrywek. Jego wprowadzenie, związane ze zmniejszeniem liczby uczestniczących drużyn z dwunastu do ośmiu, argumentowane było chęcią podniesienia jakości rumuńskiego rugby.
Rozgrywki ligowe prowadzone były w pierwszej fazie systemem kołowym według modelu dwurundowego w okresie wiosna-jesień. Druga faza rozgrywek obejmowała mecze systemem pucharowym: czołowe cztery drużyny rozgrywa ly spotkania o mistrzostwo kraju (play-off), natomiast zespoły z dolnej połowy tabeli o utrzymanie w najwyższej klasie rozgrywkowej (play-out). Półfinały, zarówno play-off, jak i play-out rozgrywane byłyna stadionie drużyny, która po rundzie zasadniczej była wyżej sklasyfikowana – według zasady pierwszy z czwartym, drugi z trzecim. Relegowane do Divizia Națională były dwie drużyny – przegrani z półfinałów play-out.
W 2012 roku system ten został zmodyfikowany: po rundzie zasadniczej drużyny zostały rozdzielone na grupy play-off oraz play-out i w ramach tych grup rozegrały między sobą mecze systemem kołowym, bez uwzględniania punktów zdobytych w pierwszej fazie rozgrywek, po czym nastąpiła właściwa faza pucharowa. Do drugiej klasy rozgrywkowej bezpośrednio spada ósma drużyna zawodów, natomiast siódma rozgrywa baraż z zespołem z drugiego miejsca tej edycji Divizia Națională. System ten będzie obowiązywał w latach 2012–2014.

## Zespołysezonu 2015
| Klub                         | Miasto      | 2014 |
| ---------------------------- | ----------- | ---- |
| CSM Universitatea Baia Mare  | Baia Mare   | 1.   |
| RCJ Farul Constanța          | Konstanca   | 2.   |
| Timișoara Saracens           | Timișoara   | 3.   |
| Dinamo Bukareszt             | Bukareszt   | 4.   |
| CS Universitatea Cluj-Napoca | Kluż-Napoka | 5.   |
| Steaua Bukareszt             | Bukareszt   | 6.   |
| CSM Olimpia Bukareszt        | Bukareszt   | 7.   |

## Zwycięzcy ligi
- 1914 – TCR București
- 1915 – TCR București
- 1916 – TCR București
- 1917 – nie rozegrano
- 1918 – nie rozegrano
- 1919 – AP Stadiul Român București
- 1920 – SSEF București
- 1921 – TCR București
- 1922 – TCR București
- 1923 – TCR București
- 1924 – AP Stadiul Român București
- 1925 – CS Sportul Studențesc București
- 1926 – AP Stadiul Român București
- 1927 – TCR București
- 1928 – AP Stadiul Român București
- 1929 – CS Sportul Studențesc București
- 1930 – AP Stadiul Român București
- 1931 – AP Stadiul Român București
- 1932 – CS Sportul Studențesc București
- 1933 – PTT București
- 1934 – PTT București
- 1935 – CS Sportul Studențesc București
- 1936 – TCR București
- 1937 – nie przyznano
- 1938 – TCR București
- 1939 – CS Sportul Studențesc București
- 1940 – TCR București
- 1941 – CS Viforul Dacia București
- 1942 – TCR București
- 1943 – CS Viforul Dacia București
- 1944 – CS Viforul Dacia București
- 1945 – CS Viforul Dacia București
- 1946 – CS Sportul Studențesc București
- 1947 – AP Stadiul Român București
- 1948 – CS Universitatea București
- 1948 – CFR București
- 1949 – CSCA București
- 1950 – Locomotiva CFR București
- 1951 – CS Dinamo Bukareszt
- 1952 – CS Dinamo Bukareszt
- 1953 – CCA București
- 1954 – CCA București
- 1955 – CFR Grivița Roșie București
- 1956 – CS Dinamo Bukareszt
- 1957 – CFR Grivița Roșie București
- 1958 – CFR Grivița Roșie București
- 1959 – CFR Grivița Roșie București
- 1960 – CFR Grivița Roșie București
- 1961 – CCA București
- 1962 – CFR Grivița Roșie București
- 1963 – CSA Steaua Bukareszt
- 1964 – CSA Steaua Bukareszt
- 1965 – CS Dinamo Bukareszt
- 1966 – CFR Grivița Roșie București
- 1967 – CFR Grivița Roșie București
- 1969 – CS Dinamo Bukareszt
- 1970 – CFR Grivița Roșie București
- 1971 – CSA Steaua Bukareszt
- 1972 – CS Universitatea Timișoara
- 1973 – CSA Steaua Bukareszt
- 1974 – CSA Steaua Bukareszt
- 1975 – CS Farul Constanța
- 1976 – CS Farul Constanța
- 1977 – CSA Steaua Bukareszt
- 1978 – RCJ Farul Constanța
- 1979 – CSA Steaua Bukareszt
- 1980 – CSA Steaua Bukareszt
- 1981 – CSA Steaua Bukareszt
- 1982 – CS Dinamo Bukareszt
- 1983 – CSA Steaua Bukareszt
- 1984 – CSA Steaua Bukareszt
- 1985 – CSA Steaua Bukareszt
- 1986 – RCJ Farul Constanța
- 1987 – CSA Steaua Bukareszt
- 1988 – CSA Steaua Bukareszt
- 1989 – CSA Steaua Bukareszt
- 1990 – CS Știința Remin Baia Mare
- 1991 – CS Dinamo Bukareszt
- 1992 – CSA Steaua Bukareszt
- 1993 – RC Grivița Roșie București
- 1994 – CS Dinamo Bukareszt
- 1995 – RCJ Farul Constanța
- 1996 – CS Dinamo Bukareszt
- 1997 – RCJ Farul Constanța
- 1998 – CS Dinamo Bukareszt
- 1999 – CSA Steaua Bukareszt
- 2000 – CS Dinamo Bukareszt
- 2001 – CS Dinamo Bukareszt
- 2002 – CS Dinamo Bukareszt
- 2003 – CSA Steaua Bukareszt
- 2004 – CS Dinamo Bukareszt
- 2005 – CSA Steaua Bukareszt
- 2006 – CSA Steaua Bukareszt
- 2007 – CS Dinamo Bukareszt
- 2008 – CS Dinamo Bukareszt
- 2009 – CSM Universitatea Baia Mare
- 2010 – CSM Universitatea Baia Mare
- 2011 – CSM Universitatea Baia Mare
- 2012 – RCM Timișoara
- 2013 – RCM Timișoara
- 2014 – CSM Universitatea Baia Mare
- 2015 – Timișoara Saracens
- 2016/2017 – Timișoara Saracens
- 2017/2018 – Timișoara Saracens[11]
- 2018/2019 – CSM Știința Baia Mare[12]
- 2019/2020 – CSM Știința Baia Mare[13]
- 2021 – CSM Știința Baia Mare[14]
- 2022 – CSM Știința Baia Mare[15]
- 2023 – CS Dinamo Bukareszt[16]
- 2024 – SCM USV Timișoara[17]

## Występy w rozgrywkach europejskich
Jedynym rumuńskim zespołem, który wystąpił w Pucharze Heinekena, był RCJ Farul Constanța w inauguracyjnej edycji tych rozgrywek. W kolejnych latach jeden rumuński klub uczestniczył w rozgrywkach niższej rangi, European Challenge Cup. Po blamażu Dinamo w edycji 2002/2003 FRR postanowił w ogóle wycofać kluby z tych rozgrywek i zastąpić je regionalną drużyną. Od 2006 roku, z uwagi na różnicę poziomu między klubami europejskimi a czołowymi drużynami w Europie, co roku w tym pucharze uczestniczyła rumuńska drużyna związkowa jako București Rugby. Od 2014 najlepsza rumuńska drużyna walczyła o prawo gry w kolejnym sezonie European Rugby Challenge Cup uczestnicząc w rozgrywkach Continental Shield.